# باشگاه والیبال اوزاسکو

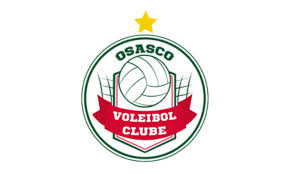
آرم باشگاه والیبال اوزاسکو

باشگاه والیبال اوزاسکو (انگلیسی: Osasco Voleibol Clube) باشگاه والیبال زنان مستقر در اوزاسکو برزیل است. اوزاسکو از باشگاه‌های مطرح والیبال برزیل به شمار می‌رود و در حال حاضر در سوپر لیگ والیبال برزیل حضور دارد. پنج قهرمانی و ده نایب قهرمانی سوپر لیگ، چهار قهرمانی جام باشگاه‌های آمریکای جنوبی و دو نایب قهرمانی و یک قهرمانی باشگاه‌های جهان از مهمترین دست‌آوردهای این باشگاه به شمار می رود.